# Victor-Bodson-Brücke

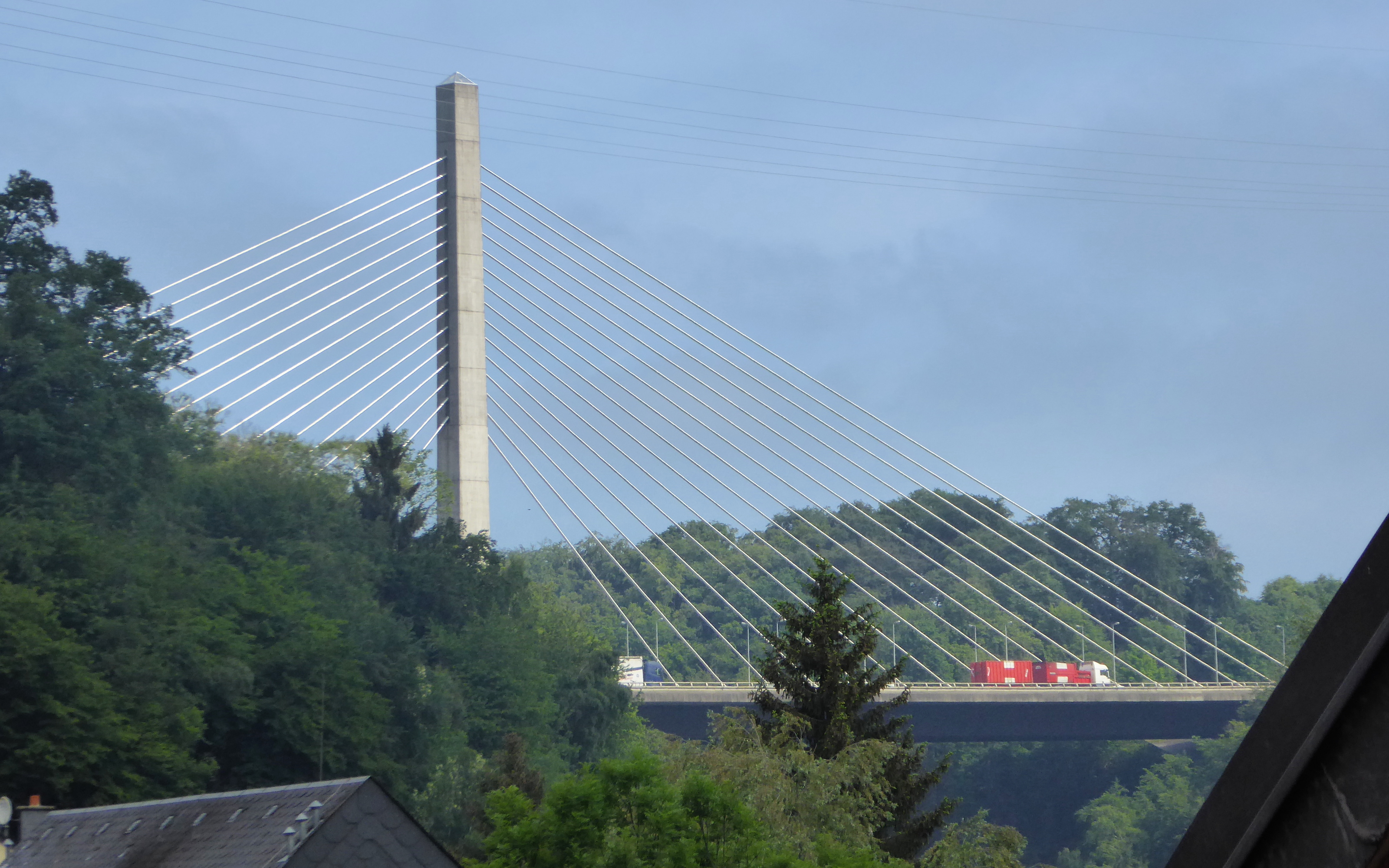
Victor-Bodson-Brücke

Die Victor-Bodson-Brücke ist eine Schrägseilbrücke der Autoroute 1 bzw. Europastraße 44 bei Hesperingen im Kanton Luxemburg und als solche Teil des sehr stark befahrenen Contournements von Luxemburg. Direkt hinter der Brücke schließt sich der Tunnel Howald an.
Sie wurde 1993 erbaut, ist 260 Meter lang, 27 Meter breit und führt in 40 Meter Höhe über die Alzette.
Der Pylon, an dem die Seile befestigt sind, hat eine Gesamthöhe von 106,25 Metern. Er ist damit eines der höchsten Bauwerke in Luxemburg.
Die Brücke ist nach Victor Bodson, der unter anderem luxemburgischer Verkehrsminister war, benannt.